# Rhodoleptus comis
Rhodoleptus comis är en skalbaggsart som först beskrevs av Bates 1892.  Rhodoleptus comis ingår i släktet Rhodoleptus och familjen långhorningar.
Artens utbredningsområde är Honduras. Inga underarter finns listade i Catalogue of Life.